# Lo Spettatore

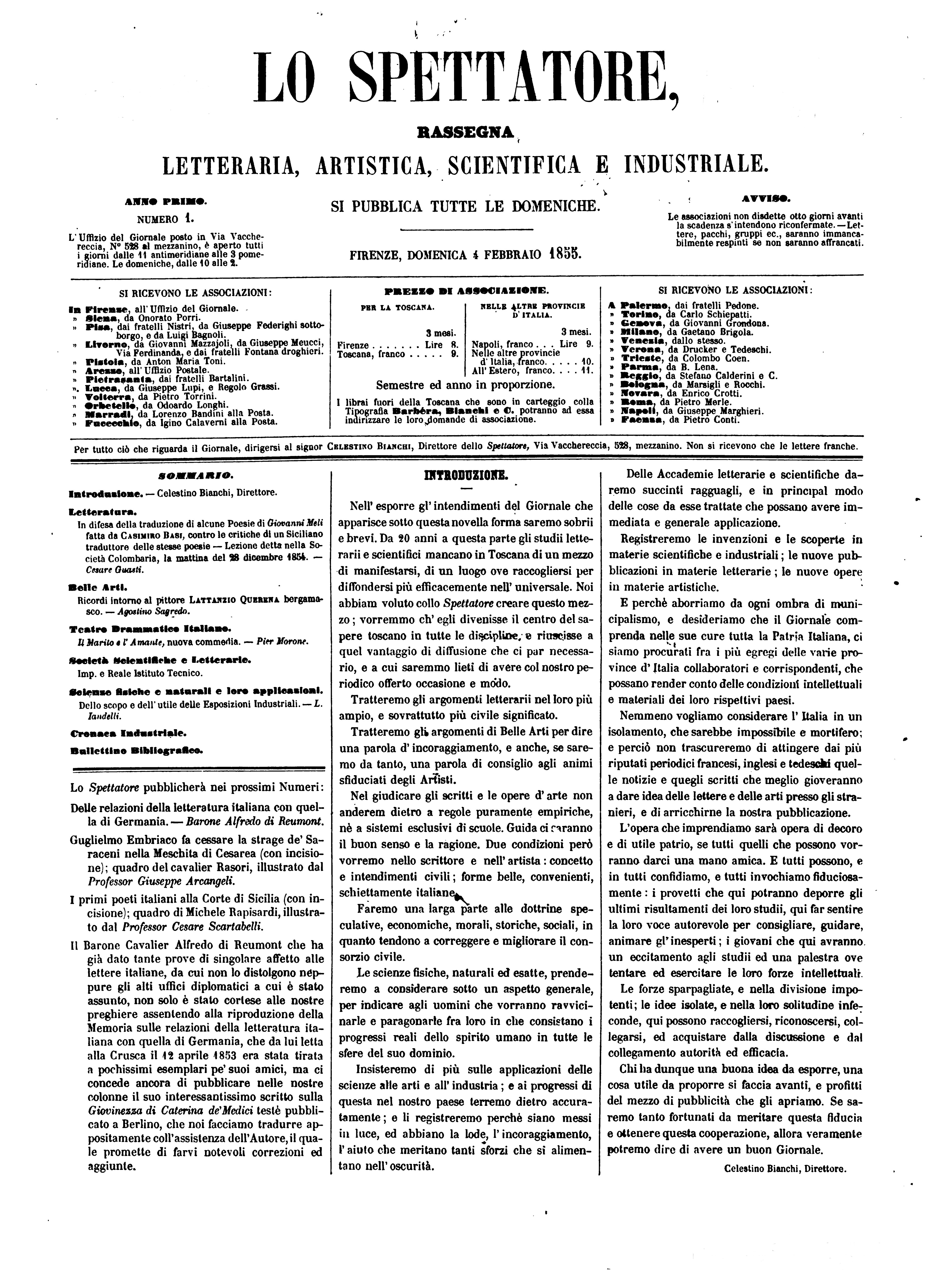
Il primo numero dello «Spettatore» con l'editoriale di Celestino Bianchi.

Lo Spettatore, rassegna letteraria, artistica, scientifica e industriale fu un settimanale culturale pubblicato a Firenze dal 4 febbraio 1855 al 3 ottobre 1858 nº40. Riprese le pubblicazioni con il nome Lo Spettatore Toscano, nº1 del 10 ottobre 1858, ma dal nº2 del 17 ottobre 1858 si chiamò Lo Spettatore Italiano e fu pubblicato fino al nº48 del 20 luglio 1859.

## Storia
Fondato e diretto da Celestino Bianchi fu stampato dalla Barbera, Bianchi e Comp. Tipografi editori a Firenze, casa editrice che in seguito divenne la Casa Editrice Barbèra. Costava all'epoca una lira il singolo numero, l'abbonamento trimestrale era di 8 lire a Firenze, in Toscana e Napoli 9 lire, nelle altre provincie d'Italia 10 lire e all'estero 11 lire.
Lo Spettatore ha l'ambizione di essere il centro del sapere toscano in tutte le discipline e di diffonderle in Toscana. Non si pone limiti: argomenti letterari, Belle Arti, dottrine speculative, economiche, morali, storiche, sociali, scienze fisiche naturali ed esatte. Con l'intento di indicare agli uomini che vorranno ravvicinarle e paragonarle fra loro, in che consistano i progressi reali dello spirito umano in tutte le sfere del suo dominio. Ma Lo Spettatore non vuole essere solo toscano e guarda ampiamente al resto d'Italia, comprenda nelle sue cure tutta la Patria Italiana con collaboratori e corrispondenti di tutte le regioni, così come guarda ciò che viene pubblicato in Francia, Inghilterra e Germania.
Opera di decoro e di utile patrio così definisce il direttore Celestino Bianchi l'opera del periodico nell'editoriale sul primo numero, invocando la collaborazione di tutti quelli che vorranno darci una mano amica.
Collaborarono a Lo Spettatore: Niccolò Tommaseo, Giovan Battista Niccolini, Ruggiero Bonghi, Carlo Lorenzini, Francesco De Sanctis, Atto Vannucci, Cesare Guasti, Agostino Saredo, Alessandro D'Ancona, Marco Minghetti, Bartolomeo Trinci, Ermolao Rubieri, Augelo Conti, Virginio Angeli pseudonimo di Piero Puccioni, Stanislao Bianciardi, Leopoldo Galeotti, Emilio Frullani, Emilio Visconti Venosta, Silvestro Centofanti, Rosalia Amari, Olindo Bai-Santi, Enrico Nencioni, Paolo Emilio Giudici, Francesco Domenico De Santis, Giulio Carcano, Francesco Silvio Orlandini, Vincenzo Salvagnoli, Cesare Donati, Angelica Palli, Pietro Selvatico, Camillo Boito, Giosuè Carducci.
Lo Spettatore non ebbe il successo sperato nonostante le ambizioni e la collaborazione di personaggi famosi. La delusione di Gaspero Barbèra è grande, l'editore scrive a Tommaseo il 24 gennaio 1855 per proporgli di collaborare al periodico perché oltre al grido che avrebbe il giornale, la nostra stamperia si farebbe conoscere con minor tempo di quello che ci vorrebbe a stampare cose indifferenti per commissione. Nonostante il successo letterario il periodico non vende abbastanza. Dal gennaio 1856 il periodico viene stampato dalla tipografia di Federico Bencini. Carlo Cattaneo lo definisce il Miglior giornale d'Italia anche se sarebbe stato inferiore al suo modello, Il Crepuscolo milanese. Uno dei più importanti periodici fiorentini di quel tempo... che ...cercò di dare... ...un quadro completo delle condizioni intellettuali e materiali di tutta la penisola. Fu tra le riviste fiorentine, la più bella e più seria.
Lo Spettatore fu manzoniano come affermò Giuseppe Chiarini: Lo Spettatore, diretto da Celestino Bianchi, rappresentava la letteratura manzoniana e romantica, con intendimenti liberali prudentemente dissimulati. Su di esso Ruggero Bonghi pubblicò sedici lettere in risposta ad alcune critiche rivoltegli dal D'Ancona per la traduzione di Aristotele. Le lettere vennero pubblicate sotto il titolo, scelto dal direttore de Lo Spettatore Celestino Bianchi, Perché la letteratura italiana non sia popolare in Italia. Le lettere vennero scritte a Stresa dopo che Bonghi ebbe un colloquio con Manzoni e in seguito pubblicate insieme in volume nel 1856 e trattavano il problema della lingua.